# Passovia beckii
Passovia beckii är en tvåhjärtbladig växtart som beskrevs av Kuijt. Passovia beckii ingår i släktet Passovia och familjen Loranthaceae. Inga underarter finns listade i Catalogue of Life.